# تشهار مهن
تشهار مهن (بالفارسية: چهارمهن) هي قرية تقع في قسم تشناران الريفي (مقاطعة تشناران) في إيران. يقدر عدد سكانها بـ 370 نسمة بحسب إحصاء 2016.